# Klaus Kanzog
Klaus Kanzog (* 23. November 1926 in Berlin; † 4. Januar 2025 in München) war ein deutscher Germanist und Hochschullehrer.

## Leben
Kanzog studierte Germanistik an der Humboldt-Universität Berlin und wurde dort 1951 mit einer Arbeit über die Motivgestaltung in den Erzählungen von E. T. A. Hoffmann promoviert. Er wirkte anfangs im Bibliotheksdienst an der Universitätsbibliothek der FU Berlin. Ab 1964 lehrte Kanzog an der Ludwig-Maximilians-Universität München. Seine Habilitation erfolgte 1972, 1978 wurde er Extra-Ordinarius. Mehrere Gastprofessuren nahm er wahr, unter anderem an der Dalhousie University in Halifax und der Freien Universität Berlin. Zu seinen Forschungsschwerpunkten gehörten die Editionsphilologie, Filmphilologie, Lexikologie und Erzähltheorie. Teile seines Nachlasses befinden sich im Stadtarchiv Bamberg im Bestand der E.T.A.-Hoffmann-Gesellschaft und im Deutschen Literaturarchiv Marbach, ein von ihm angelegtes umfangreiches Wort- und Motivregister zu den poetischen Werken E.T.A. Hoffmanns in der Staatsbibliothek Bamberg.
Kanzog prägte die Filmphilologie maßgeblich; seine Professur am Institut für Germanistik der Ludwig-Maximilians-Universität München trug explizit die Denomination "Filmphilologie". Gemeinsam mit dem Heinrich-von-Kleist-Forscher Hans Joachim Kreutzer plante Kanzog eine Historisch-kritische Gesamtausgabe der Werke Kleists.

## Ehrungen
- Strategien der Filmanalyse, Zehn Jahre Münchner Filmphilologie. Klaus Kanzog zum 60. Geburtstag, hrsg. von Ludwig Bauer, Elfriede Ledig, Michael Schaudig. München: diskurs film Verlag, 1987.
- Strategien der Filmanalyse – reloaded. Festschrift für Klaus Kanzog, hrsg. von Michael Schaudig, München: diskurs film Verlag, 2010.
- E.T.A. Hoffmann-Medaille 2013 der E.T.A. Hoffmann-Gesellschaft Bamberg.[7][8]

## Werke

### Monographien
- Prolegomena zu einer historisch-kritischen Ausgabe der Werke Heinrich von Kleists. Theorie und Praxis einer modernen Klassiker-Edition. Carl Hanser Verlag, München 1970.
- Erzählstrategie. Eine Einführung in die Normeinübung des Erzählens. Quelle und Meyer, Heidelberg 1976, ISBN 3-494-02053-1.
- Edition und Engagement. 150 Jahre Editionsgeschichte der Werke und Briefe Heinrich von Kleists. Band 1: Darstellung. (= Quellen und Forschungen zur Sprach- und Kulturgeschichte der germanischen Völker. 74 = 198). de Gruyter Verlag Berlin / New York 1979, ISBN 3-11-005978-9.
- Edition und Engagement. 150 Jahre Editionsgeschichte der Werke und Briefe Heinrich von Kleists. Band 2: Editorisches und dokumentarisches Material. (= Quellen und Forschungen zur Sprach- und Kulturgeschichte der germanischen Völker. 75 = 199). de Gruyter Verlag Berlin, New York 1979 Reprint 2018, ISBN 978-3-11-005979-3.
- Erzählstrukturen – Filmstrukturen: Erzählungen Heinrich von Kleists und ihre filmische Realisation. Erich Schmidt Verlag, Berlin 1981, ISBN 3-503-01669-4.
- Einführung in die Editionsphilologie der neueren deutschen Literatur (= Grundlagen der Germanistik. Band 31). Erich Schmidt Verlag, Berlin 1991, ISBN 3-503-03021-2 (online)
- Einführung in die Filmphilologie. Mit Beiträgen von Kirsten Burghardt, Ludwig Bauer und Michael Schaudig. München 1991. (= diskurs film. 4). 2., aktualisierte und erweiterte Aufl. München 1997, ISBN 3-926372-08-7.
- „Staatspolitisch besonders wertvoll“. Ein Handbuch zu 30 deutschen Spielfilmen der Jahre 1934 bis 1945. München 1994 (= diskurs film 6). (395 Seiten)
- Grundkurs Filmrhetorik. München 2001 (= diskurs film 9). (224 Seiten)
- Grundkurs Filmsemiotik. München 2007 (= diskurs film 10). (226 Seiten)
- Kontemplatives Lesen, Meditation und Dichtung. Iudicium, München 2007, ISBN 978-3-89129-185-6.
- Mit Auge und Ohr – Studien zur komplementären Wahrnehmung, (libri nigri Band 20),  Verlag Traugott Bautz, Nordhausen 2013, ISBN 978-3-88309-816-6.
- Offene Wunden: Wilhelm Furtwängler und Thomas Mann (= Thomas-Mann-Schriftenreihe "Fundstücke", Nr. 6). Königshausen & Neumann, Würzburg 2014, ISBN 978-3-8260-5399-3.
- Militärische Leitbilder in Spielfilmen der Bundesrepublik der 50er Jahre (= libri nigri. Band 56). Verlag Traugott Bautz, Nordhausen 2016, ISBN 978-3-95948-174-8.
- E. T. A. Hoffmann und Heinrich von Kleist. Textbeobachtungen – Spurenelemente. Günther Emigs Literatur-Betrieb, Niederstetten 2020, ISBN 978-3-948371-60-9 (online)
- "Kommen Sie, Cohn". Nachdenken über die Kleist-Rezeption jüdischer Autoren. Niederstetten 2023, ISBN 978-3-948371-02-9.

### Herausgeberschaften
- Alfred Lichtenstein. Gesammelte Gedichte. Arche, Zürich 1962, ISBN 978-3-7160-3513-9.
- Mit Achim Masser: Lexikon der deutschen Literaturgeschichte Band 4. Berlin/New York 1984, (Band 1–3 Herausgeber Werner Kohlschmidt und Wolfgang Mohr, Berlin 1958 bis 1977. Redaktionelle Mitarbeit Klaus Kanzog).
- Kurt Loewenstein und Thomas Mann. Der vergessene Aufsatz zur jüdischen Problematik im Doktor Faustus (1948). Eine Dokumentation. Herausgegeben und kommentiert von Dirk Heißerer und Klaus Kanzog. Würzburg 2025, ISBN 978-3-8260-9087-5.